# Conus ranonganus
Conus ranonganus is een in zee levende slakkensoort uit het geslacht Conus. De slak behoort tot de familie Conidae. Conus ranonganus werd in 1978 beschreven door da Motta. Net zoals alle soorten binnen het geslacht Conus zijn deze slakken roofzuchtig en giftig. Zij bezitten een harpoenachtige structuur waarmee ze hun prooi kunnen steken en verlammen.